# Surcossus perlaris
Surcossus perlaris is een vlinder uit de familie van de houtboorders (Cossidae). De wetenschappelijke naam van de soort is voor het eerst geldig gepubliceerd in 1960 door Heimlich.